# つばさの天使
『つばさの天使』（つばさのてんし、Central Airport）は、ウィリアム・A・ウェルマン監督、ワーナー・ブラザース製作・配給による1933年のアメリカ合衆国のドラマ映画である。ジョン・ウェインがパイロット役を務めており、彼にとって初めての死亡する役柄となった。
フィルムはアメリカ議会図書館に保管されている。

## キャスト

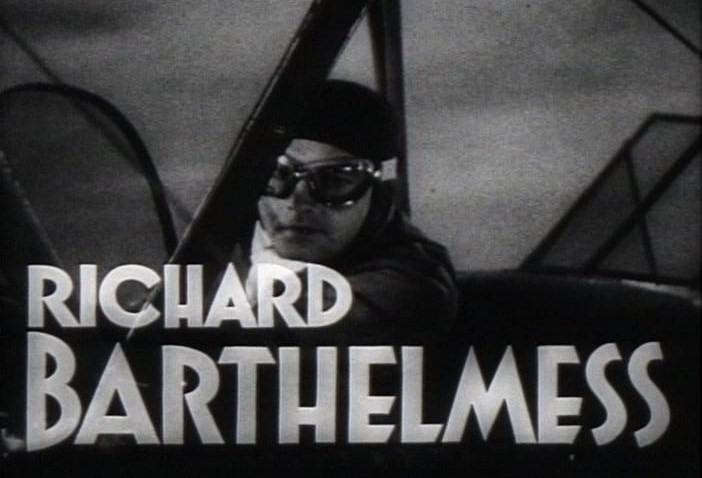
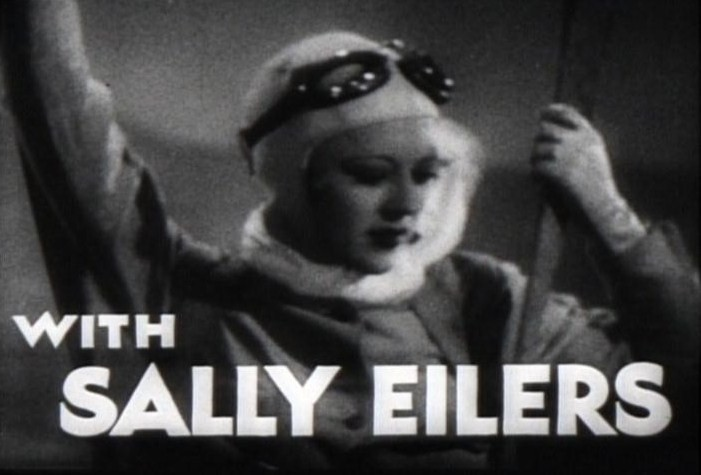
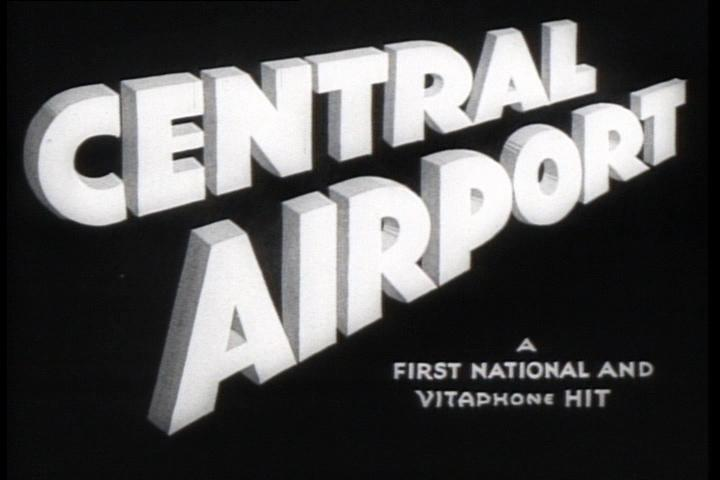

- リチャード・バーセルメス
- サリー・アイラース（英語版）
- トム・ブラウン
- グラント・ミッチェル（英語版）
- ジェームズ・マーレイ（英語版）
- クレア・マクドウェル（英語版）
- ウィラード・ロバートソン（英語版）
- アーサー・ビントン
- ルイーズ・ビーヴァース (クレジット無し)
- ハリソン・グリーン（英語版） (クレジット無し)
- フレッド・トゥーンズ（英語版） (クレジット無し)
- ジョン・ウェイン (クレジット無し)
- レスター・ドール（英語版） (クレジット無し)

## 興行収入
ワーナー・ブラザースによると米国内興行収入は39万3000ドル、国外は35万4000ドルである。